# 도도부현장
도도부현장(일본어: 都道府県章 とどうふけんしょう[*])는 일본의 도도부현을 상징하는 문장이다.

## 개요
도도부현장의 디자인은 도도부현의 풍토 · 역사 · 문화 등을 상징적으로 표현하고 있다.

## 도도부현장 목록

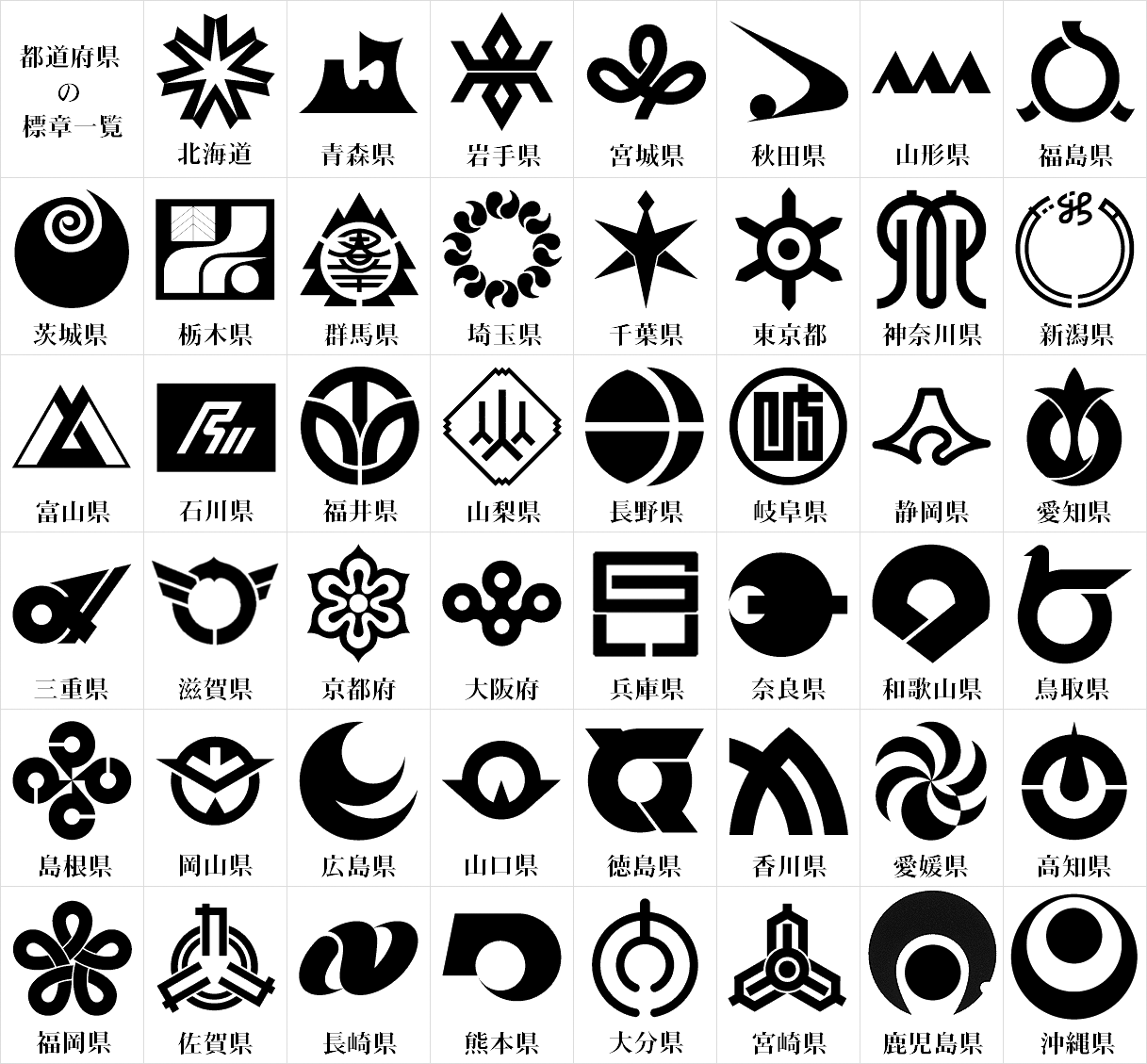
도도부현장 목록